# Вальє-де-Вільяверде
Вальє-де-Вільяверде (ісп. Valle de Villaverde) — муніципалітет в Іспанії, у складі автономної спільноти Кантабрія. Населення — 375 осіб (2009).
Муніципалітет розташований на відстані близько 320 км на північ від Мадрида, 50 км на південний схід від Сантандера.
На території муніципалітету розташовані такі населені пункти: Ла-Альтура, Поведаль, Ель-Кампо, Ла-Капітана, Лос-Ойос, Ла-Іглесія, Лайсека, Ла-Матанса (адміністративний центр), Мольїнедо, Паласіо, Вільянуева.

## Демографія
Динаміка населення (INE ):

## Галерея зображень

Розташування муніципалітету